# Лангау (община, Вьетнам)
Лангау (вьет. La Ngâu) — община в уезде Таньлинь, провинция Биньтхуан, Вьетнам.

## География
Община расположена на северо-востоке уезда Танлинь, в 124 км от города Фантхьет и граничит:
- на востоке — с уездами Хамтхуанбак и Хамтхуаннам;
- на западе — с общинами Донгкхо, Хюикхьем и Бакруонг;
- на юге — с общиной Дыкбинь;
- на севере — с уездом Хамтхуанбак.

Имеет площадь 95,62 км², большую часть занимают леса (75,58 км²). Рельеф горный. Крупных рек две: Ланга (13-километровый участок) и Тами, обеспечивающая общину водой для сельского хозяйства (14 км). Обильные грунтовые воды.

## Административный состав
В состав общины входят три горных селения (1, 2 и 3) и деревня Дами. Администрация находится в селении 2.

## Население
Численность населения в 1999 г. составляла 1984 чел., к 2020 году достигла 2877 человек, проживающих в 625 домохозяйствах. Жилые районы сосредоточены вдоль шоссе 55.
1967 человек населения — этнические меньшинства: кохо, тямы, раглай, хоа, тай, таи, нунги, раи[уточнить], тёро, кхмер-кром.
224 человека — буддисты. В деревне Дами находится буддийская пагода Быушон. Католиков 206; они относятся к приходам Донгкхо и Дагури общины Дами.

## Экономика
Основу экономики составляет сельское хозяйство. Основные культуры — кукуруза, рис, пшеница, кешью, каучук, кофе. Полезные ископаемые на территории общины отсутствуют, однако возможна добыча сырья для стройматериалов: камня и песка.
Около 40% домохозяйств в общине — бедные.